# Allapoderus ducorpsi
Allapoderus ducorpsi es una especie de coleóptero de la familia Attelabidae.

## Distribución geográfica
Habita en Costa de Marfil, Nigeria y República Democrática del Congo.